# Русановский сельсовет (Фатежский район)
Руса́новский сельсовет — муниципальное образование (сельское поселение) в Фатежском районе Курской области. 
Административный центр — деревня Басовка.

## История
Образован в первые годы советской власти в составе Миленинской волости Фатежского уезда. В 1924—1928 годах в составе Фатежской волости Курского уезда. С 1928 года в составе Фатежского района. По состоянию на 1955 год административным центром Русановского сельсовета была деревня 1-я Чаплыгина.
Статус и границы сельсовета установлены Законом Курской области от 21 октября 2004 года № 48-ЗКО «О муниципальных образованиях Курской области».
Законом Курской области от 26 апреля 2010 года № 26-ЗКО в состав сельсовета включены населённые пункты упразднённого Нижнереутского сельсовета.

## Население
| 2002  | 2010  | 2012  | 2013  | 2014  | 2015  | 2016  |
| ----- | ----- | ----- | ----- | ----- | ----- | ----- |
| 1739  | ↗1895 | ↗1908 | ↘1838 | ↘1740 | ↘1688 | ↘1683 |
| 2017  | 2018  | 2019  | 2020  | 2021  |       |       |
| ↘1626 | ↘1605 | ↘1546 | ↘1515 | ↗1559 |       |       |

## Состав сельского поселения
| №  | Населённый пункт | Тип населённого пункта          | Население |
| -- | ---------------- | ------------------------------- | --------- |
| 1  | 1-я Чаплыгина    | деревня                         | ↘159      |
| 2  | Басовка          | деревня, административный центр | ↗161      |
| 3  | Борец            | деревня                         | ↘57       |
| 4  | Гаево            | село                            | ↘86       |
| 5  | Голубовка        | деревня                         | ↘56       |
| 6  | Гуровка          | деревня                         | ↘86       |
| 7  | Заречье          | хутор                           | ↘35       |
| 8  | Курашовка        | деревня                         | →0        |
| 9  | Макаровка        | деревня                         | ↗124      |
| 10 | Макеевка         | деревня                         | ↘0        |
| 11 | Нижний Реут      | село                            | ↘136      |
| 12 | Новые Дворы      | деревня                         | ↗141      |
| 13 | Плота            | хутор                           | ↗17       |
| 14 | Полеховка        | деревня                         | ↘46       |
| 15 | Портина          | деревня                         | ↘20       |
| 16 | Путчино          | деревня                         | ↘93       |
| 17 | Русановка        | деревня                         | ↘382      |
| 18 | Сухочево         | село                            | ↘113      |
| 19 | Тихоновка        | деревня                         | ↗129      |
| 20 | Чибисовка        | деревня                         | ↘54       |